# Scream Bloody Gore
Scream Bloody Gore er det amerikanske dødsmetal-band Deaths debutalbum, som blev udgivet den 25. maj 1987 gennem Combat Records. Albummet blev i første omgang udgivet i lp-format, men i juli 1991 blev pladen også udgivet i cd-version med to ekstra spor, som oprindeligt blev sorteret fra.
Scream Bloody Gore blev til efter udgivelsen af demoen Mutilation, som havde skaffet Deaths to daværende medlemmer en pladekontrakt med Combat Records. Duoen rejste med kontrakten i hånden til Florida og indspillede råoptagelserne til et debutalbum. Disse var dog så dårlige, at pladeselskabet kasserede dem og sendte drengene til Hollywood sammen med produceren Randy Burns for at indspille Scream Bloody Gore. Chris Reifert tog sig af trommerne, mens Chuck Schuldiner spillede bas og guitar, indsang vokalen og skrev alle sangene, hvoraf mange stammede fra tidligere demoer helt tilbage fra 1984. På albumomslaget er John Hand noteret som guitarist, selvom han ikke bidrog til noget på albummet og forlod Death igen kort tid efter.
Scream Bloody Gore bærer ikke megen lighed med bandets senere progressive og tekniske materiale, idet det er bygget op om rå simple riffs kompenseret af et aggressivt trommespil, en fremtrædende rungende bas samt sangtekster inspireret af den tids amerikanske og italienske zombie- og kannibalgyserfilm.
Albummet blev rigtig godt modtaget ved udgivelsen i 1987, hvor det blev hyldet som et af de album, der bidrog til at definere dødsmetalgenren.

## Baggrund
I 1985 var Death nede på ét medlem, efter de to Michigan-drenge Scott Carlson og Matt Olivo rejste hjem for at gendanne deres gamle band Genocide. Det resterende medlem, Chuck Schuldiner, valgte at rejse fra Tampa til San Francisco i Californien. Her fandt han sammen med trommeslageren Eric Brecht og bassisten Eric (hvis efternavn til dato stadig er ukendt). Dette førte til en række uofficielle demoer, inden de to Eric'er forlod Death. I januar 1986 sluttede Schuldiner sig til Slaugther, som han dog forlod 2 uger efter, for atter at prøve lykken i San Francisco i sin søgen på ligesindede metalmusikere.
Den 16-årige trommeslager Chris Reifert, der stadig gik i gymnasiet, havde sammen med forskellige lokale undergrundsbands udgivet demoer allerede siden 1983. Reifert var selv stor fan af Death. "Jeg købte bånd af bandet, som Death Live i '84, der kom med posten," forklarede han, "Der var denne gode pladebutik i San Francisco, Record Vault, og de solgte bootlegs af alle slags metal-demoer. Jeg fik 3 eller 4 af Deaths demoer på den måde." Skoleradiostationens vært fortalte Reifert, at Schuldiner ville udsende en ansøgning og gav ham hans telefonnummer. Derved nåede Reifert at opsøge Schuldiner, inden nogen andre havde mulighed for det.
Duoen gik efterfølgende i gang med at øve i Reiferts forældres hus, hvor de fandt på både seriøse og satiriske sange. Schuldiner stod samtidig for baspligterne, da de stadig ikke havde fundet nogen bassist. Combat Records havde på dette tidspunkt fået interesse for Death og bad om en professionel demo for en pladekontrakt. De to drenge fandt et lille studie i Lafayette, hvor de indspillede demoen Mutilation, der materielt og produktionsmæssigt var bedre end bandets tidligere demoudgivelser. Dette førte til en pladekontrakt med Combat.
Schuldiner og Reifert skaffede sig bandet Sadus' første demo, hvis omslag havde guitarist/vokalist Darren Travis' telefonnummer trykt. De mente, at Sadus lå meget tæt på deres musikstil og valgte at kontakte dem. Herpå mødtes Sadus' medlemmer med Schuldiner, mens Reifert var i skole. Schuldiner valgte at afspille Mutilation-demoen for dem. "Vi tænkte bare holy shit, jeg kan ikke tro det. De er brutale," erindrede Sadus' bassist Steve DiGiorgios om deres reaktion. Kort tid efter dukkede Reifert op og de inviterede Sadus-medlemmerne hjem til ham, hvor de spillede nogle flere sange og "blæste dem omkuld." Mødet mellem de to bands førte til et længere venskab, især med bassist DiGiorgio, som senere både bidrog på Deaths Human og Individual Thought Patterns og senere Schuldiners sideprojekt Control Denied.
Sadus' trommeslager Jon Allen var utrolig imponeret over Reiferts Tama-trommesæt, idet hans eget var meget slidt, og han ikke havde råd til et nyt. Omvendt manglede Death et ordentligt sted at øve, da det ikke særlig ofte var muligt i Reiferts hus. Til gengæld havde Sadus et godt øvelokale, og der gik ikke længe, inden Death fik lov til at låne øvelokalet, så længe de lod trommesættet stå, så Sadus kunne låne det, når de øvede. DiGiorgios lærte endda størstedelen af Deaths sange, så han kunne hjælpe dem med bassen. "Så øvede vi sammen. Sadus gik gennem deres sange. Chuck og Chris så på, mens de røg en joint. Og derefter spillede de. Alle Sadus-drengene ville derved sidde og lytte og ryge en joint. Efterfølgende sagde vi, "okay drenge, det er tid til en pause". Derved tog vi alle over til Darrens hus og hoppede i poolen eller noget i den stil" fortalte DiGiorgio.

## Produktion
I sommeren 1986 rejste duoen til Florida for at indspille deres debutalbum, som blev sendt til Combat Records. Lyden derpå var dog så dårlig, at pladeselskabet kasserede det, hvorefter de sendte dem til Music Grinder Studio i Hollywood, Los Angeles med produceren Randy Burns. "Husk på, at vi stadig var teenagere på dette tidspunkt, så vi traf dumme beslutninger til højre og venstre", forklarede Chris Reifert, "Vi tog bare til dette studie og troede, vi kunne lave en god plade der. Vi indspillede rytmesporene og sendte dem til pladeselskabet, og de sagde "fandme nej" (...) Dermed begyndte vi forfra i L.A., (...) hvilket var til det bedste. Det lød virkelig godt i Music Grinder." Den kasserede udgave forsvandt dog ikke, men kom i cirkulation blandt lokale båndbyttere.
Flere af sporene på Scream Bloody Gore kom fra forskellige demoer, eksempelvis "Evil Dead" der stammede helt tilbage fra deres første uofficielle demo som Mantas i 1984, såvel som "Infernal Death" og "Baptized in Blood" fra Infernal Death-demoen. I alt blev 12 spor indspillet, men Combat Records valgte, at de to numre "Beyond the Unholy Grave" (oprindeligt fra en uofficiel demo) og "Land of No Return" (fra Mutilation-demoen) ikke skulle være med på albummet. "De bliver måske brugt i fremtiden på en ep eller noget, men jeg tvivler", udtalte Chuck Shuldiner. På Scream Bloody Gore's cd-udgivelse var begge spor dog inkluderet. Oprindeligt skulle albummet have haft titlen Zombie Ritual, som Schuldiner kort nævnte i Bernard Does' magasin Metal Forces. Denne titel blev dog ændret til Scream Bloody Gore.
Indspilningerne tog omkring 5 dage, og efterfølgende begyndte Edward J. Repka at lave design og tegning til albumomslaget. I mellemtiden var Schuldiner og Reifert blevet gode venner med guitaristen John Hand, som de tog med i bandet. De bad derpå om at få Hands billede på albumomslaget, som på dette tidspunkt var i layoutprocessen. Combat skulle dog stadig kreditere Reifert og Schuldiner for alle instrumenterne. Denne opfordring ignorerede pladeselskabet, og John Hand blev nævnt som rytmeguitarist uden at have bidraget det mindste, hvilket førte til forvirring blandt fans i flere år. Hand var dog ikke i stand til at spille deres nyere materiale, så de måtte fyre ham kort tid efter. Det var da ikke længere muligt at få fjernet billedet fra albumomslaget, da det på dette tidspunkt var færdiggjort. Inde i omslaget havde Combat Records skrevet: "Albummet er Don Kayes dumhed," hvilket viste pladeselskabets skepsis over for gruppen og den endnu meget indskrænkede dødsmetalscene. "Jeg ridsede det ud og skrev fuck you med blyant," erindrede Reifert senere til Metal Forces.

## Musikalske stil
Scream Bloody Gore anses som et af de første og mest indflydelsesrige dødsmetalalbums med dets rå og mørke lyd bygget op omkring hurtige og simple riffs, en fremtrædende rungende bas og dobbelt stortromme. Sammenlignet med Deaths senere værker er albummet blevet beskrevet som meget amatøragtig, og selvom det markerer adskillelsen mellem thrash metal og dødsmetal, indeholder det stadig mange thrash-elementer, som blandt andet kommer til udtryk i inspirationen fra Slayers Reign in Blood. I modsætning til meget andet dødmetal forekommer der spor af melodiske elementer i musikken. Med hensyn til dette udtalte Schuldiner flere år efter (omkring Human udgivelsen i 1991): 
| Citat | Folk kritiserede musikken for at være melodisk på "Spiritual..," men sandheden er, at selv på "Scream Bloody Gore", som var et brutalt album, er der melodi (...) Der var melodi i "Zombie Ritual" i sangens begyndelse. Der har altid været spor af melodi i vores musik, og det vil altid være en del af Death-lyden. Det er hvad, der har fået os til, at lyde anderledes end de andre derude. Vi er ikke bare afgrænset til tre akkorder. | Citat |
|       | |       |

Scream Bloody Gores sangtekster er stærkt inspireret af den tids amerikanske og italienske zombie- og kannibalgysere, som Lucio Fulcis City of the Living Dead, Umberto Lenzis Cannibal Ferox og Stuart Gordons Re-Animator. "Sangteksterne kommer, når jeg ser fede splatterfilm eller bare fra mit hoved. Især når jeg er fucked up! Det er der, jeg også skriver god musik," udtalte Chuck Schuldiner. Efter Scream Bloody Gore blev de blodige zombiesangtekster sorteret fra, om ændringen forklarede Schuldiner:
| Citat | Da jeg skrev de tidlige sangtekster, især på Scream Bloody Gore, var jeg 18 og tænkte anderledes. Og splatter var virkelig det, jeg trængte til at komme over. Jeg har altid afvist satanistiske temaer, fordi det ikke interesserer mig. Så splatter var cool på nogle albums, men for at blive taget seriøst er du nødt til at skrive tekster, folk kan relatere sig til. Folk kan ikke relatere sig til en zombie, der æder ens arm eller noget. Det sker bare ikke i virkeligheden. Så jeg kan lide at skrive om rigtige livssituationer. | Citat |
|       | |       |

## Modtagelse
Scream Bloody Gore blev prist af undergrundens magasiner og fans især i USA og Tyskland. Mens Deaths demoer havde været banebrydende og fundamenterende for dødsmetal, kunne debutalbummet skrive sig ind i historien som en af de udgivelser, der definitivt etablerede dødsmetal som en selvstændig genre. Til dato er der stadig tvivl om, om det er Possesseds Seven Churches eller Deaths Scream Bloody Gore, der skal have den fuldgyldige ære for den endelige grundlæggelse. Debutalbummet gjorde Schuldiners hjemby Tampa i Florida kendt som dødsmetallens vugge, og byen blev et hotspot for massevis af bands i samme stil f.eks. Morbid Angel, Obituary, Brutality, Cynic og Atheist.
Om albummet skrev undergrundsmagasinet Metal Forces blandt andet: "Scream Bloody Gore levede op til alle forventninger til et klassisk debutalbum. Dette er dødsmetal, når det er mest ekstremt, brutalt, råt og offensivt, -den slags der adskiller de sande dødsmetaller fra de utallige trend-efterlignende svanse. Ved at lytte til det en gang, vil du enten hoppe rundt i dit rum som en galning, eller styre mod det nærmeste toilet i afsky. Det skulle bestemt etablere bandet, som et af de hårdeste på denne jords overflade."
Metalhjemmesiden The Metal Observer hyldede også albummet med karakteren 10 ud af 10 og påpegede, at hvad Slayers Reign In Blood betød for thrash metal, betød Deaths Scream Bloody Gore for dødsmetal. Steve Huey fra All Music Guide roste også albummet og udtalte: "En nødvendig del for alle, der er interesseret i tilblivelsen af dødsmetal."
Trods de gode udtalelser var det ikke alle anmeldere, der delte denne mening. Dette gjaldt bl.a. den progressive rock-hjemmeside progarchives.com, der udtalte: Scream Bloody Gore er ærlig talt et næsten katastrofalt debutalbum (...), det har svaghed i produktion, sangskrivning og lydbilledet er ubestrideligt." Dog tilføjede de også: "Dette har dog en lille interesse for progressive rock-fans, og de må gå længere frem i Deaths diskografi for at finde noget interessevækkende. Hvis du er til dødsmetal er dette et klassisk (...) album.

## Spor
Originale numre
| 1. "Infernal Death" – 2:54 "Infernal Death" blev oprindelig skrevet af den tidligere trommeslager Kam Lee, og introduceret på deres livedemo Live at Ruby's Pub i 1984. Året efter var sangen inkluderet som titelspor på Infernal Death demoen. Til dets udgivelse på Scream Bloody Gore ændrede Schuldiner lidt i versene. 2. "Zombie Ritual" – 4:35 Sangen dukkede først op på en uofficiel demo udgivet omkring 1986. I modsætning til det gængse rå dødsmetallydbillede, indeholder nummeret også melodiske elementer. "Zombie Ritual" anses som en klassisk fanfavorit. 3. "Denial of Life" – 3:37 Denne sang blev første gang brugt på Scream Bloody Gore. 4. "Sacrificial" – 3:43 "Sacrificial" var også inkluderet på den kasserede version af Scream Bloody Gore, hvor den gik under navnet "Sacrificial Cunt." 5. "Mutilation" – 3:30 "Mutilation" var blandt andet inkluderet på Back from the Dead-demoen fra 1985, og senere titelspor på Mutilation, der skaffede dem en pladekontrakt med Combat. | 1. "Regurgitated Guts" – 3:47 Sporet blev første gang brugt på Scream Bloody Gore. Der har dog været udgivet en demoversion af sangen. "Regurgitated Guts" er baseret på den italienske gyserfilm City of the Living Dead også kendt som The Gates of Hell. 2. "Baptized in Blood" – 4:31 "Baptized in Blood" blev introduceret på Infernal Death-demoen i 1985, men havde allerede været udgivet på andre uofficielle demoer før. 3. "Torn to Pieces" – 3:38 Sangen er baseret på den italienske gyserfilm Cannibal Ferox (også kendt som Make Them Die Slowly) fra 1981. 4. "Evil Dead" – 3:01 Sangen blev oprindeligt skrevet af Kam Lee, og dukkede op på bandets første uofficielle demo kaldet Emotional, som blev udgivet da de stadig gik under navnet Mantas i 1984. Den blev opkaldt efter filmen Evil Dead, som bandmedlemmerne, i de tidlige år, tog i biografen for at se hver weekend. Til udgivelsen på Scream Bloody Gore ændrede Schuldiner lidt i versene. 5. "Scream Bloody Gore" – 3:01 Er baseret på science fiction gyseren Re-Animator, (en filmatiseringen af H. P. Lovecrafts novelle Herbert West-Reanimator) fra 1985. |

Cd bonusspor
Oprindeligt blev Scream Bloody Gore udgivet som lp, men i 1991 blev den også udgivet i cd format med følgende bonusspor:
| 1. "Beyond the Unholy Grave" – 3:08 "Beyond the Unholy Grave" stammer helt tilbage fra 1984, da bandet gik under navnet Mantas. Oprindeligt skulle den have været med på Scream Bloody Gore, men Combat Records sorterede den fra. | 1. "Land of No Return" – 3:00 "Land of No Return" var med på Mutilation-demoen fra 1986, og den kasserede udgave af Scream Bloody Gore. Oprindeligt skulle den også have været med på udgivelsen, men Combat Records sorterede den fra. |

1999-genudgivelse
| 1. "Open Casket" (live) - 4:49 Sporet stammer oprindeligt fra det efterfølgende album Leprosy | 1. "Choke On It" (live) - 5:58 Sporet stammer oprindeligt fra det efterfølgende album Leprosy. |

2008 digipak genudgivelse
| 1. "Denial of Life" (live) |

## Udgivelseshistorie
| År           | Format                  | Pladeselskab   |
| ------------ | ----------------------- | -------------- |
| 25. maj 1987 | LP                      | Combat Records |
| 1. juli 1991 | CD                      | Combat Records |
| 1999         | CD inkluderet i bokssæt | Century Media  |
| 2008         | Digipakversion          | Pladeselskab   |

### Fodnoter
1. 1 2 3 4 5 6 7 8 9  "Metal Forces: Death-interview". Borivoj Krgin. Hentet 2010-01-17.
2. 1 2 3 4 5 6 7 8 9 10  Grayson M., Garry "Precious Memories of Chuck Schuldiner (1967-2001)". emptywords.org. Hentet 2010-02-21.
3. ↑  Lahtinen, Luxi "Chris Reifert - Ex-DEATH, ex-AUTOPSY & ABSCESS". metal-rules.com. Arkiveret fra originalen 14. juni 2010. Hentet 2010-02-21.
4. 1 2 3  "Corpse Grinding Death Metal". D.O.D. Hentet 2010-02-21.
5. ↑  Gertum Führer, Eduardo. "Death is Dead. Control Denied is alive". Renegade2k. Hentet 2010-02-23.. September 2000
6. ↑  Death – Scream Bloody Gore aborted sessions på Encyclopaedia Metallum
7. 1 2  Mantas (USA) – Rehearsal #1 (Emotional) Encyclopaedia Metallum
8. ↑  Screem Bloody Gore Amazon.com
9. 1 2 3 4  "blabbermouth.net: Former DEATH Drummer CHRIS REIFERT Remembers Playing With CHUCK SCHULDINER". Metal Rules. Hentet 2010-02-24.
10. ↑  Death – Scream Bloody Gore på sputnikmusic.com
11. 1 2  "Death - Scream Bloody Gore". Metal Storm. Hentet 2010-03-03.
12. 1 2  Huey, Steve. Scream Bloody Gore på All Music Guide
13. ↑  Borivoj Krgin (august 1991). "The Human Factor" (engelsk). Thrash 'n Burn. Hentet 2010-03-05.
14. ↑  Christe 2004, s. 241
15. 1 2  Death – Scream Bloody Gore (1987) Music Review kult-of-ghouls.blogspot.com
16. ↑  Rüdiger Schmitz (1986). "Death is Aaaaaarrrrrrrggggghhhh!". Metal Warriors. Hentet 2010-03-05.
17. ↑  Brian Harris; Randy Gaines (november 1991). "Metal Mania video show". Metal Mania. Hentet 2010-03-07.
18. ↑  Krgin, Borivoj. "Biography of Death". Century Media. Hentet 2010-03-09.
19. ↑  Christe 2004, s. 115
20. ↑  "About.com: Death Profile". Chad Bowar. Arkiveret fra originalen 2. maj 2014. Hentet 2009-10-20.
21. ↑  Fox (1999-2005). "Review: Scream Bloody Gore". The Final Verdict. Hentet 2010-03-19.
22. ↑  Anton de Wit (januar 2002). "Chuck Schuldiner special". Martelgang. Hentet 2010-03-19.
23. ↑  Christe 2004, s. 242
24. ↑  Hawk. "Death - Scream Bloody Gore (10/10) - USA - 1987". The Metal Observer. Arkiveret fra originalen 22. juni 2008. Hentet 2010-03-22.
25. ↑  Steve Huey. "Scream Bloody Gore" (engelsk). All Music Guide. Hentet 2010-03-22.
26. 1 2 3  One of the Most Important Albums in Death Metal, But Far From the Best! på progarchives.com
27. 1 2  Stöver, Frank "Interview med Kam Lee". voicesfromthedarkside.de. Arkiveret fra originalen 27. juni 2009. Hentet 2010-02-24.
28. ↑  Death - Rehearsal tape #13 Encyclopaedia Metallum
29. ↑  "Keeping Death On The Road". Thrash 'n Burn / UK. Hentet 2010-02-24.
30. ↑  Death biografi metalstorm
31. 1 2  Deaths diskografi på Encyclopaedia Metallum
32. ↑  Death – Back from the Dead på Encyclopaedia metallum
33. ↑  Death – Regurgitated Guts (demo version) på youtube.com
34. ↑  Death – Rehearsal tape #5 på Encyclopaedia Metallum
35. ↑  Mudrian 2004, s. 70
36. ↑  Mantas (USA) - Rehearsal #2 på Encyclopaedia Metallum